# Seznam dílů seriálu Kingová
Toto je seznam dílů seriálu Kingová.

## Přehled řad
| Řada | Díly | Premiéra v USA | Premiéra v USA  | Premiéra v ČR     | Premiéra v ČR  |
| Řada | Díly | První díl      | Poslední díl    | První díl         | Poslední díl   |
| ---- | ---- | -------------- | --------------- | ----------------- | -------------- |
| 1    | 8    | 17. dubna 2011 | 5. června 2011  | 2. září 2014      | 21. října 2014 |
| 2    | 13   | 29. února 2012 | 25. května 2012 | 4. listopadu 2014 | 19. února 2015 |

## Seznam dílů

### První řada (2011)
| Č. v seriálu | Č. v řadě | Původní název | Český název      | Režie            | Scénář                          | Premiéra v USA  | Premiéra v ČR     |
| ------------ | --------- | ------------- | ---------------- | ---------------- | ------------------------------- | --------------- | ----------------- |
| 1            | 1         | Lori Gilbert  | Lori Gilbertová  | Clark Johnson    | Greg Spottiswood                | 17. dubna 2011  | 2. září 2014      |
| 2            | 2         | T-Bone        | T-Bone           | Clark Johnson    | David Barlow                    | 24. dubna 2011  | 9. září 2014      |
| 3            | 3         | Amanda Jacobs | Amanda Jacobsová | Jerry Ciccoritti | Emily Andras a Alex Levine      | 1. května 2011  | 16. září 2014     |
| 4            | 4         | Eleni Demaris | Eleni Demarisová | Holly Dale       | Sara B. Cooper                  | 8. května 2011  | 23. září 2014     |
| 5            | 5         | Farah Elliot  | Farah Elliotová  | TW Peacocke      | Emily Andras                    | 15. května 2011 | 30. září 2014     |
| 6            | 6         | Ahmad Khan    | Ahman Khan       | Don McBrearty    | Jennifer Kennedy a David Barlow | 22. května 2011 | 7. října 2014     |
| 7            | 7         | Cameron Bell  | Cameron Bell     | Phil Earnshaw    | Alex Levine                     | 29. května 2011 | 14. října 2014    |
| 8            | 8         | Scout Winter  | Scout Winterová  | Jerry Ciccoritti | Greg Spottiswood                | 5. června 2011  | 4. listopadu 2014 |

### Druhá řada (2012)
| Č. v seriálu | Č. v řadě | Původní název           | Český název              | Režie            | Scénář                                       | Premiéra v USA  | Premiéra v ČR      |
| ------------ | --------- | ----------------------- | ------------------------ | ---------------- | -------------------------------------------- | --------------- | ------------------ |
| 9            | 1         | Alina Mikute            | Alina Mikunsová          | Jerry Ciccoritti | Adriana Maggs                                | 29. února 2012  | 4. listopadu 2014  |
| 10           | 2         | Josh Simpson            | Josh Simpson             | Lee Rose         | Adam Pettle                                  | 7. března 2012  | 11. listopadu 2014 |
| 11           | 3         | Jamila Karan            | Jamila Karanová          | Jerry Ciccoritti | David Barlow                                 | 14. března 2012 | 18. listopadu 2014 |
| 12           | 4         | Charlene Francis        | Charlene Francisová      | Robert Lieberman | Patrick Tarr                                 | 21. března 2012 | 25. listopadu 2014 |
| 13           | 5         | Sunil Sharma            | Sunil Sharma             | Don McBrearty    | Brad Simpson                                 | 28. března 2012 | 2. prosince 2014   |
| 14           | 6         | Freddy Boise            | Freddy Boise             | Jerry Ciccoritti | John Krizanc                                 | 4. dubna 2012   | 9. prosince 2014   |
| 15           | 7         | Jared and Stacey Cooper | Jared a Stacey Cooperovi | George Mihalka   | Greg Spottiswood                             | 13. dubna 2012  | 8. ledna 2015      |
| 16           | 8         | Isabelle Toomey         | Isabelle Toomeyová       | Don McBrearty    | Morwyn Brebner a Adam Pettle                 | 20. dubna 2012  | 15. ledna 2015     |
| 17           | 9         | Chris Harris            | Chris Harris             | Lee Rose         | David Barlow                                 | 27. dubna 2012  | 22. ledna 2015     |
| 18           | 10        | Alicia Pratta           | Alicia Prattaová         | Jerry Ciccoritti | Charlotte Corbeil-Coleman a Greg Spottiswood | 4. května 2012  | 29. ledna 2015     |
| 19           | 11        | Justice Calvin Faulkner | Soudce Calvin Faulkner   | Don McBrearty    | Brad Simpson a Patrick Tarr                  | 11. května 2012 | 5. února 2015      |
| 20           | 12        | Aurora O'Donnell        | Aurora O'Donnellová      | Jerry Ciccoritti | Raymond Storey                               | 18. května 2012 | 12. února 2015     |
| 21           | 13        | Wendy Stetler           | Wendy Stetlerová         | Don McBrearty    | Greg Spottiswood                             | 25. května 2012 | 19. února 2015     |